# Пивоваров, Евгений Николаевич
Евгений Николаевич Пивоваров (27 октября 1927 — 17 сентября 1981) — передовик советского железнодорожного транспорта, старший дорожный мастер Сарапульской дистанции пути Казанской железной дороги, Удмуртская АССР, Герой Социалистического Труда (1959).

## Биография
Родился в 1927 году в деревне Верхний Бугрыш, Сарапульского района, Удмуртской АССР, в семье русского рабочего железнодорожника.
Уже в 16 лет, в 1943 году, начал работать рабочим по ремонту пути 9-й дистанции службы пути в городе Сарапул. С августа 1945 года проходил обучение на должность бригадира пути. В декабре 1946 года стал трудиться бригадиром.
После 1947 года и на протяжении 19 лет работал бригадиром, дорожным мастером, старшим дорожным мастером 9-й, 8-й, 25-й дистанции пути Казанской железной дороги. В это время он проявлял себя как надёжным специалистом, умеющим разрешить любую сложную ситуацию. Применил на своём участке кольцевой график ремонта.
Указом Президиума Верховного Совета СССР от 1 августа 1959 года за достижение высоких показателей в деле развития железнодорожного транспорта Евгению Николаевичу Пивоварову было присвоено звание Героя Социалистического Труда с вручением ордена Ленина и медали «Серп и Молот».
С 1966 по 1971 года работал заместителем начальника, а с 1971 по 1981 годы председателем местного комитета профсоюза Сарапульской дистанции пути.
Проживал в городе Сарапуле. Умер 17 сентября 1981 года. Похоронен на городском кладбище.

## Награды
За трудовые успехи был удостоен:
- золотая звезда «Серп и Молот» (01.08.1959)
- орден Ленина (01.08.1959)
- Медаль «За трудовое отличие» (01.08.1959)
- другие медали.
- Почётный железнодорожник.